# Proepipona laterale
Proepipona laterale är en stekelart. Proepipona laterale ingår i släktet Proepipona och familjen Eumenidae. Utöver nominatformen finns också underarten P. l. paolii.